# 小行星8255
小行星8255（英語：8255 Masiero）是一颗围绕太阳公转的小行星。1981年3月2日，舒爾特·巴斯在赛丁泉山发现了此天体。
这颗小行星的绝对星等为50.68674730242357等。